# Katakomby (film, 2007)
Katakomby (v originále Catacombs) je americký hraný film z roku 2007, který režírovali Tomm Coker a David Elliot podle vlastního scénáře. Hororový film se odehrává v pařížských katakombách. Snímek měl světovou premiéru na Mezinárodním filmovém festivalu Berlinale v Německu 8. února 2007. Většina filmových interiérů byla natočena v Bukurešti.

## Děj
Mladá dívka Victoria přijíždí z USA do Paříže na návštěvu ke své sestře Carolyn, která zde žije. Hned po příjezdu ji sestra pozve na utajenou party, která se koná v podzemních katakombách. Na party se potkají s přáteli Carolyn. Když se jdou obě sestry projít, zabloudí v chodbách. Carolyn je zavražděna mužem v masce a Victorii pronásleduje. Té se podaří dostat zpět k tanečníkům na party. Party je rozehnána policií. Při útěku Victoria upadne a ztratí vědomí, když se probere, je v podzemí sama. Snaží se najít východ. Potká zde mladíka Henriho, který také hledá východ a má mapu. Navzájem si nerozumí, protože on neumí anglicky a Victoria francouzsky. Henri si poraní nohu a Victoria bloudí dál s jeho mapou. Pak potká svou sestru živou a její přátele. Ti jí řeknou, že všechno byla jen hra a chtěli ji vystrašit. Victoria je všechny v záchvatu vzteku zabije. Poté se ráno dostane na povrch na Place du Châtelet a taxíkem odjede na letiště.

## Obsazení
| Shannyn Sossamon | Victoria     |
| Pink             | Carolyn      |
| Emil Hostina     | Henri        |
| Sandi Dragoi     | Liaves       |
| Mihai Stanescu   | Jean Michele |
| Cabral Ibacka    | Hugo         |
| Radu Andrei Micu | Nico         |
| Cain Manoli      | Leon         |